# Denkmalgeschützte Objekte im Okres Dolný Kubín

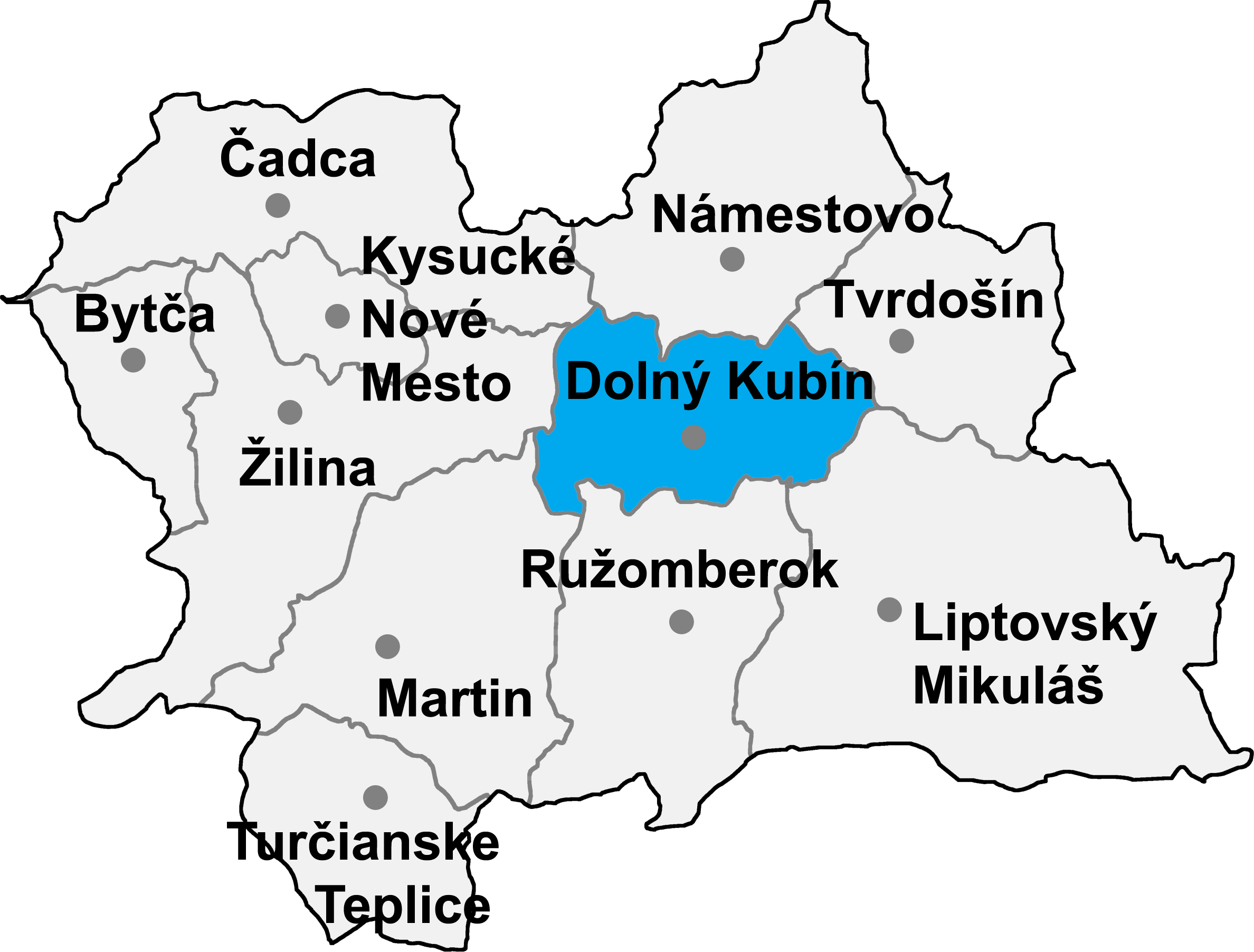

Im Okres Dolný Kubín bestehen 140 denkmalgeschützte Objekte. Die unten angeführte Liste führt zu den Gemeindelisten und gibt die Anzahl der Objekte an. In Gemeinden, die nicht verlinkt sind, existieren keine geschützten Objekte.
| Gemeindeliste                   | Objektanzahl |
| ------------------------------- | ------------ |
| Bziny                           | 1            |
| Dlhá nad Oravou                 | 9            |
| Dolný Kubín (Unterkubin)        | 29           |
| Horná Lehota                    | 4            |
| Chlebnice                       | 3            |
| Istebné                         | 7            |
| Jasenová                        | 4            |
| Kraľovany                       | 0            |
| Krivá                           | 5            |
| Leštiny                         | 6            |
| Malatiná                        | 0            |
| Medzibrodie nad Oravou          | 1            |
| Oravská Poruba                  | 1            |
| Oravský Podzámok (Unterschloss) | 37           |
| Osádka                          | 1            |
| Párnica                         | 2            |
| Pokryváč                        | 0            |
| Pribiš                          | 0            |
| Pucov                           | 0            |
| Sedliacka Dubová                | 2            |
| Veličná                         | 11           |
| Vyšný Kubín (Oberkubin)         | 14           |
| Zázrivá                         | 3            |
| Žaškov                          | 0            |